# 장호 (조위)
장호(張虎, ? ~ ?)는 조위의 군인으로, 안문군 마읍현(馬邑縣) 사람이다. 전장군 장료의 아들이다.

## 행적
황초 3년(222년), 장료의 뒤를 이어 진양후(晉陽侯)에 봉해졌다. 관위가 편장군(偏將軍)에 이르렀고, 죽은 후 작위는 아들 장통(張統)이 이었다.

## 《삼국지연의》에서의 장호
《삼국지연의》에서의 장호는 《정사삼국지》의 내용과는 다르게 자세하게 나와있으며, 악침(樂綝)과 짝을 이루며 등장한다.
228년, 제갈량(諸葛亮)의 2차 북벌에서 악침(樂綝)과 함께 조진(曹眞)에게 각각 선봉과 부선봉이 되어 촉한(蜀漢)의 군대의 공격을 전선에서 지켰다.
230년, 조진이 울화병으로 죽자, 사마의(司馬懿)와 함께 조진의 복수전을 위해 제갈량과 진법으로 승부를 내었다. 이때 장호는 악침, 대릉(戴陵)과 함께 제갈량의 포로가 되었고 갑옷과 무기를 모두 빼앗겨 맨몸으로 돌아왔다.
234년, 제갈량의 4차 북벌에서 악침과 함께 위수를 지키며, 오의(吳懿)와 오반(吳班)의 군대를 격파하였고 오반을 죽였다.
238년, 공손연(公孫淵)이 연왕(燕王)이라 자칭한 뒤 위나라에 반기를 들자, 사마의의 지휘하에서 공손연을 격파하기도 하였다.

## 가계

### 관련 인물
장료